# 村田修三
村田 修三（むらた しゅうぞう、1938年9月27日 - ）は、日本史学者、大阪大学名誉教授。専門は日本中世史、特に中世城郭史。

## 経歴
兵庫県生まれ。1961年京都大学文学部史学科卒業。1967年同大学院博士課程中退。奈良女子大学文学部助教授、教授、1998年大阪大学大学院文学研究科教授、2002年定年退官、名誉教授。

## 著書
- 『龍王山城跡調査概要』天理市教育委員会 1981

## 共著
- 『日本城郭大系 第10巻 三重・奈良・和歌山』新人物往来社 1980年 - 「奈良県」部分

### 編・監修
- 『戦国大名論集 5 近畿大名の研究』編 吉川弘文館 1986
- 『図説中世城郭事典』全3巻 編 新人物往来社 1987
- 『中世城郭研究論集』編 新人物往来社 1990
- 『新視点中世城郭研究論集』編 新人物往来社 2002
- 『都道府県別日本の中世城館調査報告書集成』服部英雄共監修 全21巻 東洋書林 2002-2003
- 『日本名城百選』小学館 2008年、ISBN 978-4096815649.

## 論文
- CiNii>村田修三

## その他
1984年（昭和59年）、踏査研究で屋嶋城跡の北斜面土塁遺構を発見した。